# Frederik Buch
Frederik Adolf Wilhelm Buch, född 8 december 1875 i Köpenhamn, död där 13 april 1925, var en dansk skådespelare och manusförfattare.
Frederik Buch var först verksam som målare och började senare uppträda som kabaret- och vissångare. Han inledde karriären i Århus där han 1910–1911 medverkade i revyn Kronprinsen. Mellan 1914 och 1919 engagerades han vid Tivoli-scenen Vinterpaladset där han kom att bli dess mest populäre komiker. Åren 1919–1923 medverkade han i sommarrevyerna i Vennelyst.
Vid sidan av revyerna var Buch verksam som filmskådespelare. Han filmdebuterade 1908 på Nordisk Film och spelade till en början mestadels staffageroller. Han komiska utseende väckte dock först Sofus Wolders och sedan Lau Lauritzens uppmärksamhet. Han blev fast anställd i Lauritzens ensemble och användes flitigt i dennes komedifilmer. I början av 1920-talet gjorde han karriär i Tyskland under namnet "Knöpfchen". Han blev där populär och jämställdes med Charlie Chaplin. Han gjorde sin sista filmroll 1922 och hade då medverkat i nära 200 stumfilmer. Detta gör honom till den näst mest anlitade filmskådespelaren i Danmark, endast slagen av Lauritz Olsen.
Som manusförfattare är Buch krediterad i tre filmer: En børneven (1911), Skorstensfejeren kommer i morgen (1914) och Den lille Don Juan (1920).
Frederik Buch var son till sadelmakaren Valdemar Buch och dennes hustru Marie Katrine Buch. Frederik Buch var från 1912 gift med Anna Hertha Alvilda Jensen. Han var bror till skådespelaren Dagmar Buch (gift Krarup).

## Filmografi (urval)
- 1912 – De uheldige friere
- 1919 – Hjertetyven